# Бустелли, Франц Антон
Франц Антон (Франческо Антонио) Бустелли (нем. Franz Anton Bustelli; 12 апреля 1723, Локарно, Швейцария — 18 апреля 1763, Мюнхен, Бавария) — выдающийся немецкий скульптор-модельер по фарфору швейцарского происхождения. С 1754 года и до конца жизни работал на фарфоровой мануфактуре в Нимфенбурге (западный район современного Мюнхена, Бавария). Он широко известен как лучший модельер фарфоровых изделий в стиле рококо: «Если искусство европейского фарфора находит своё самое совершенное выражение в стиле рококо, то стиль рококо находит своё самое совершенное выражение в творчестве Бустелли».

## Жизнь и творчество
Бустелли родился в Локарно, городе на юге Швейцарии, в италоязычном кантоне Тичино на северном берегу озера Лаго-Маджоре, а скончался в Мюнхене, Бавария, сразу после своего сорокалетия. За восемь с небольшим лет работы яркая творческая индивидуальность Бустелли проявилась в полной мере и сделала Нимфенбург одним из самых интересных центров фарфорового производства в Германии. Сведений о жизни мастера сохранилось немного; он обучался скульпторе, вероятно, в основном по дереву, в Италии. Бегло говорил и писал по-немецки и, возможно, вырос в Баварии.
Бустелли присоединился к фарфоровой мануфактуре, в то время находившейся в крепости Нойдек близ Мюнхена, в 1754 году, через год после того, как она была основана баварским курфюрстом Максимилианом III Иосифом. В 1761 году мануфактура была переведена на территорию дворца Нимфенбург недалеко от Мюнхена. Бустелли вначале числился «фигуристом» (итал. figurista), то есть скульптором, изготовлявшим лепные модели фигурок для дальнейшего перевода в фарфор, затем «арканистом» (итал. arcanista), владеющим «секретом» составления фарфоровой массы, а вскоре был повышен до должности «модельмайстера» (нем. Modellmeister, руководителя модельной мастерской. За относительно недолгий период работы (без малого девять лет) Бустелли создал формы примерно ста пятидесяти фарфоровых скульптур, изображающих различные любовные сценки, дамы и кавалеры, персонажи итальянского театра «Комедия дель арте», пастухов и пастушек, китайцев и китаянок, отличающихся особенной грацией и утончённостью. Именно Бустелли «принадлежат все те лёгкие и подвижные отдельные фигурки и группы дам и кавалеров и маски итальянской комедии, которыми Нимфенбургская мануфактура завоевала себе славу, и, кроме того, фигурки путти и музицирующих китайцев. Бустелли был одним из лучших европейских модельеров эпохи рококо, — он хорошо знал материал и умел подходить к нему осмысленно… Некоторые его фигуры оставались белыми, другие раскрашивали, но никогда роспись не заслоняла модели».
В. Г. Власов дал следующую характеристику:

 «Произведения Бустелли — небольшие, ярко расписанные фигурки и скульптурные группы — отличаются лёгкостью и изяществом. Его стиль, чувственный и элегантный, немного манерный, развивался в рамках рококо. Галантные сцены Бустелли носят гротескный, иногда почти карикатурный характер, но настолько выразительны по пластике, что не выглядят пародией и остаются на вершине художественного вкуса. В отдельных случаях гротеск настолько силён, что кажется, будто эти вещи выполнены только вчера. По моделям, созданным Бустелли, статуэтки арлекинов, коломбин, китайцев и китаянок производятся до наших дней. Свою славу этот художник может разделить лишь с Кендлером».

## Галерея

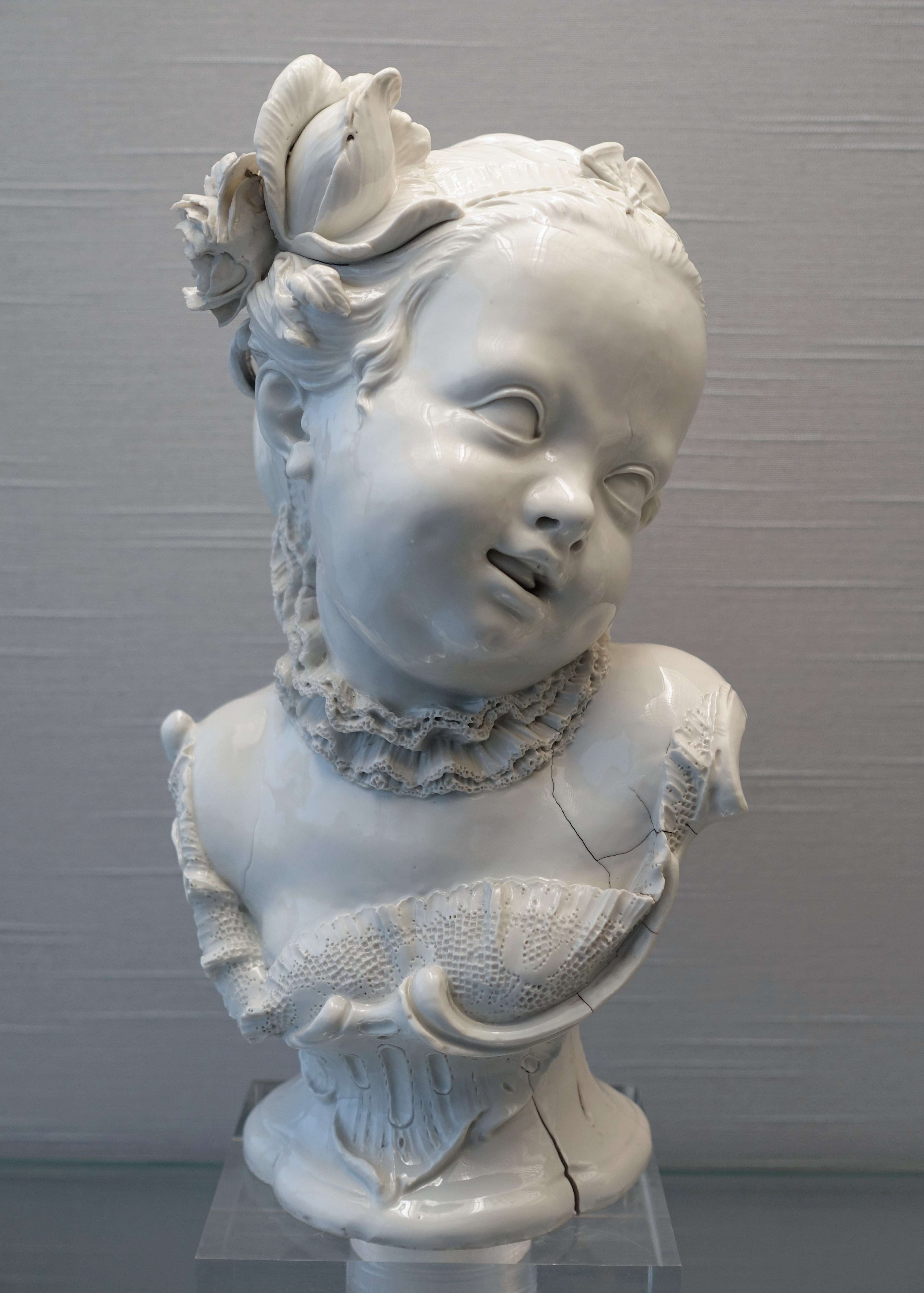
Бюст девочки. Ок. 1760. Фарфор. Германский музей, Нюрнберг
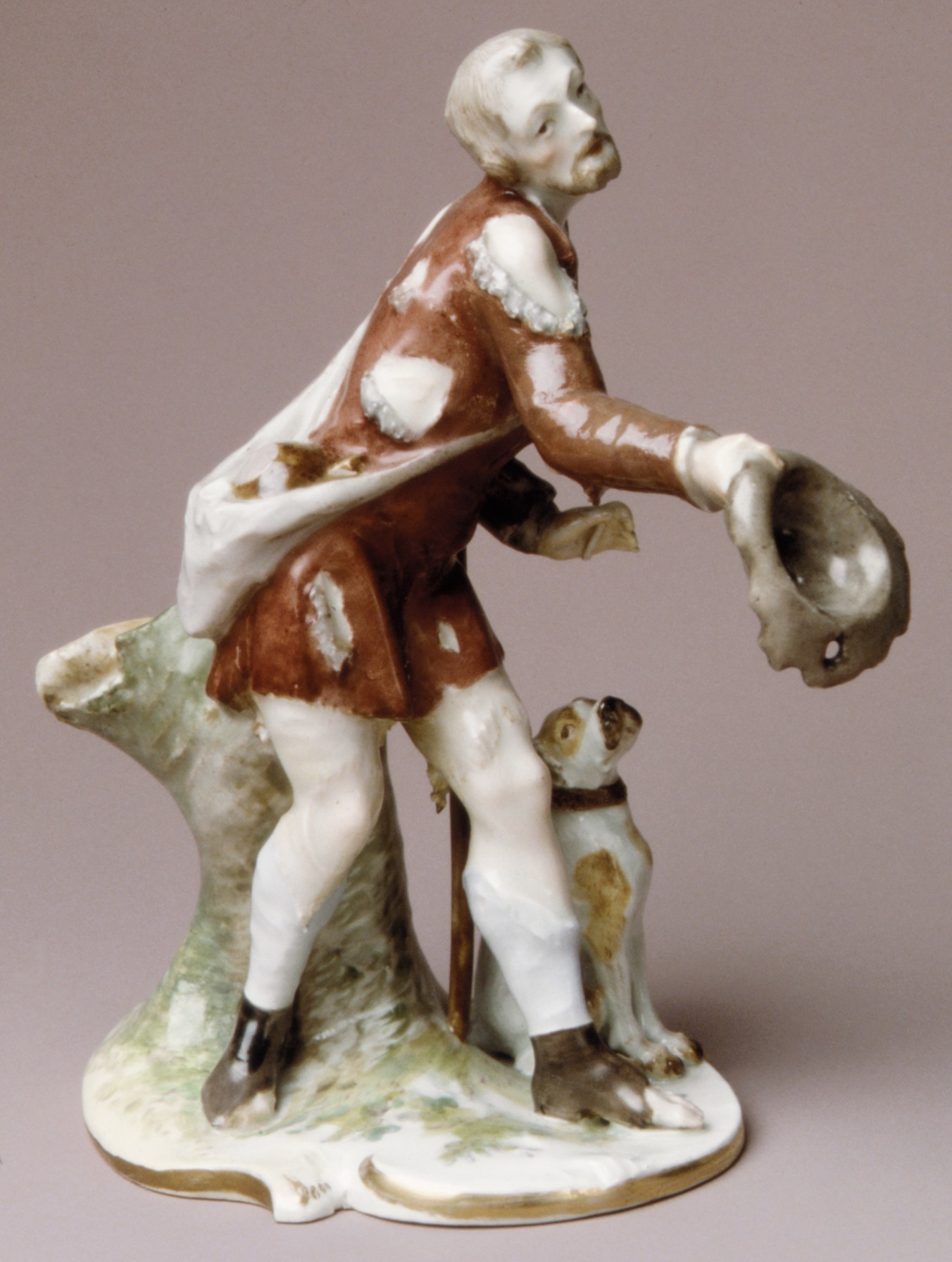
Нищий. Ок. 1760
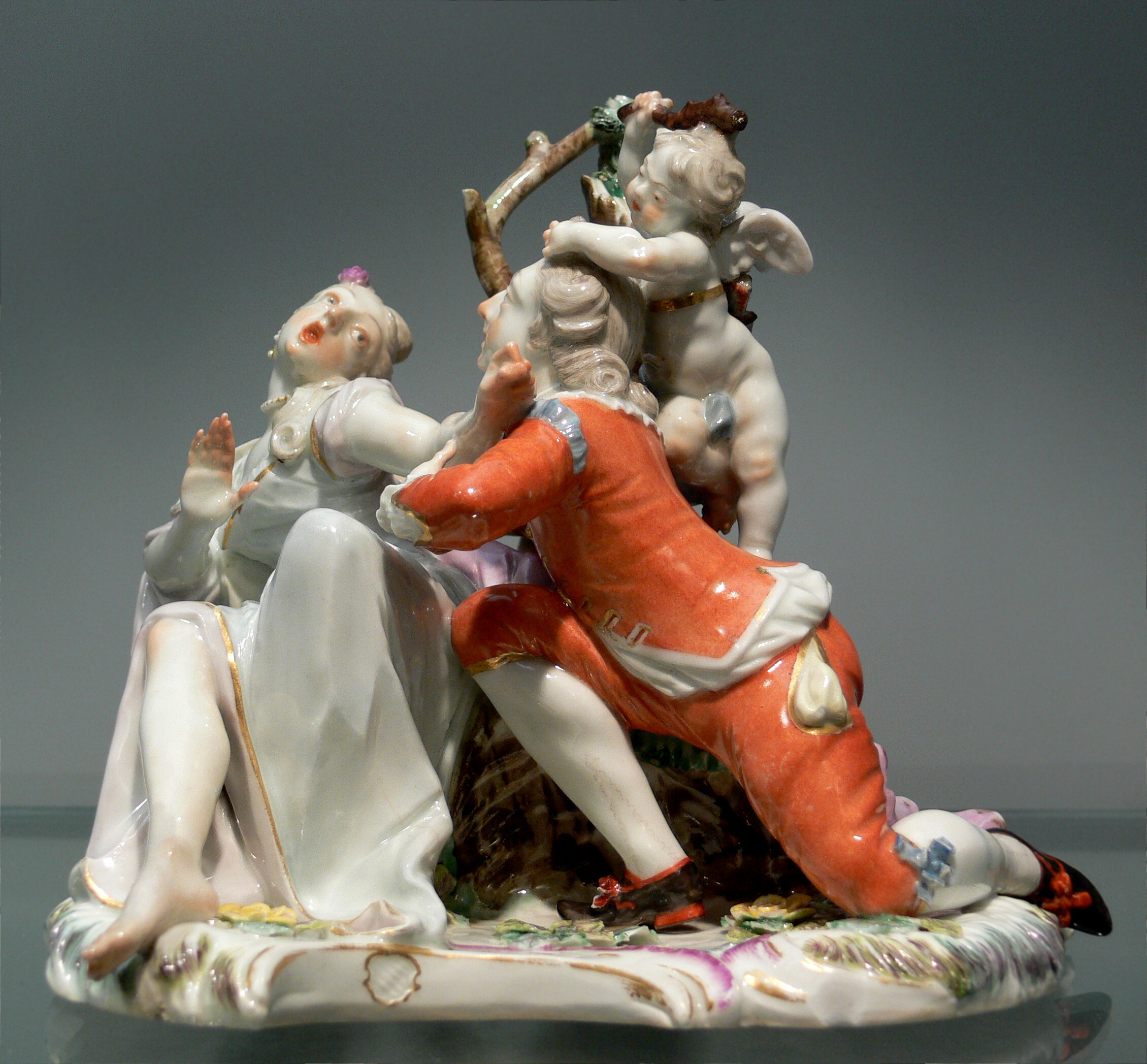
Галантная сцена. 1756
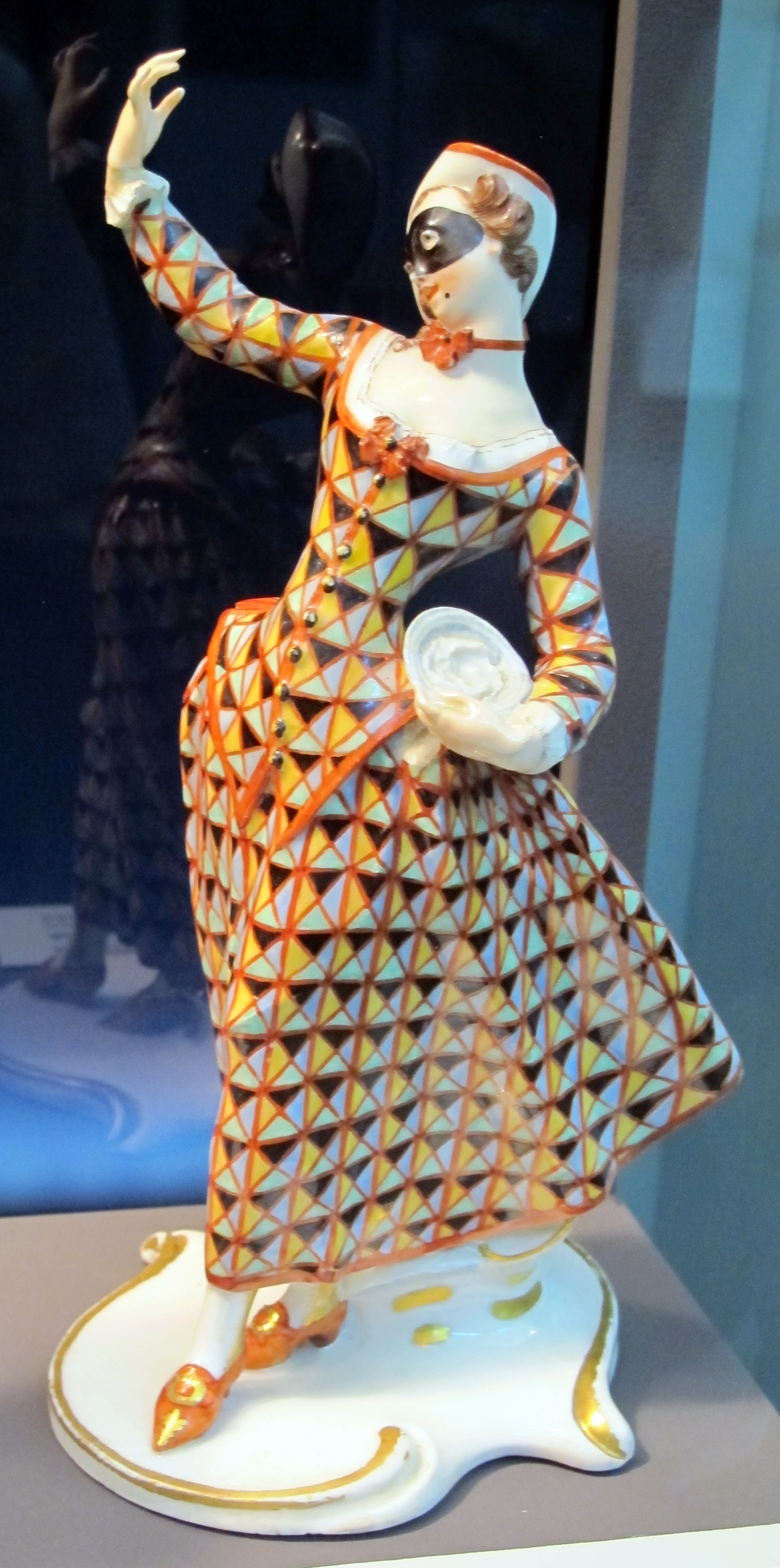
Арлекина. Ок. 1760
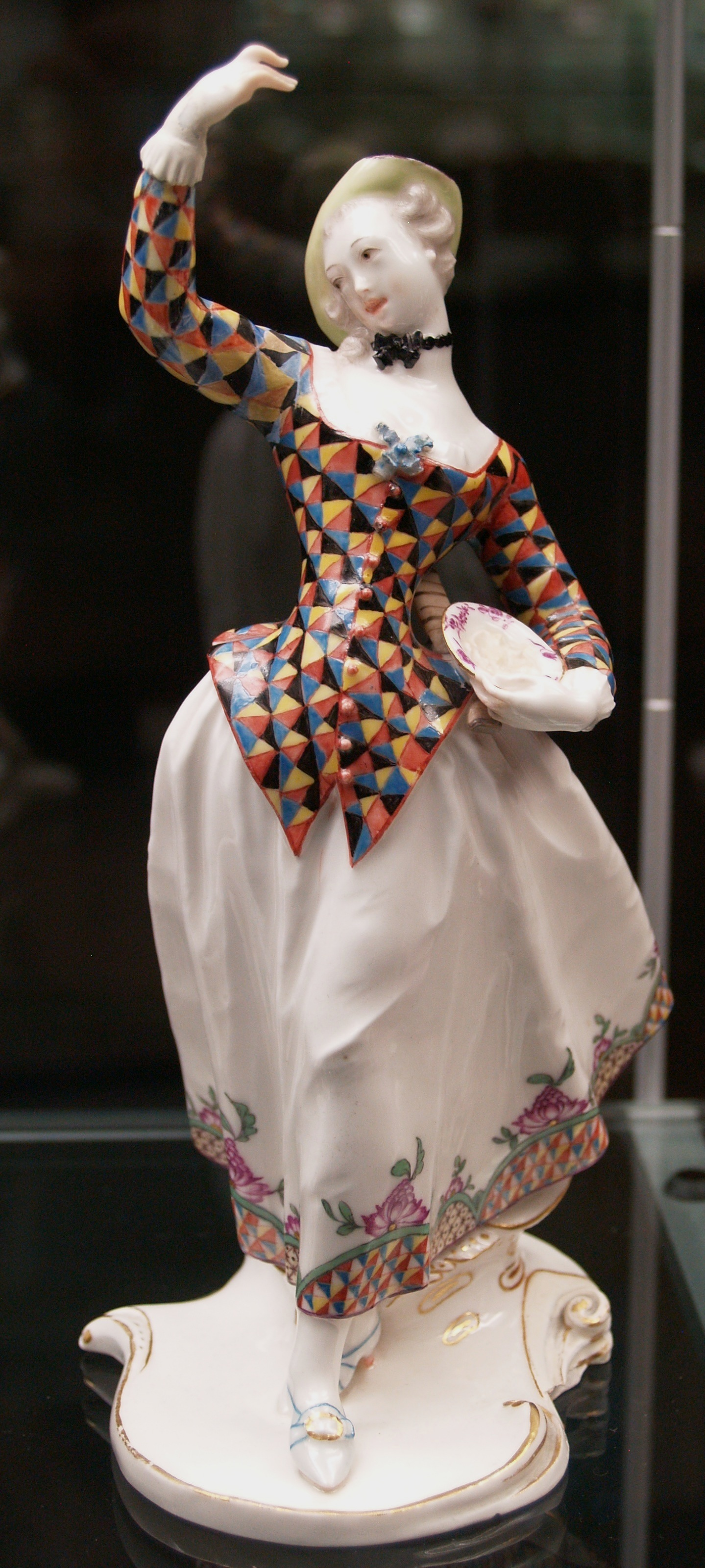
Арлекина. Ок. 1760
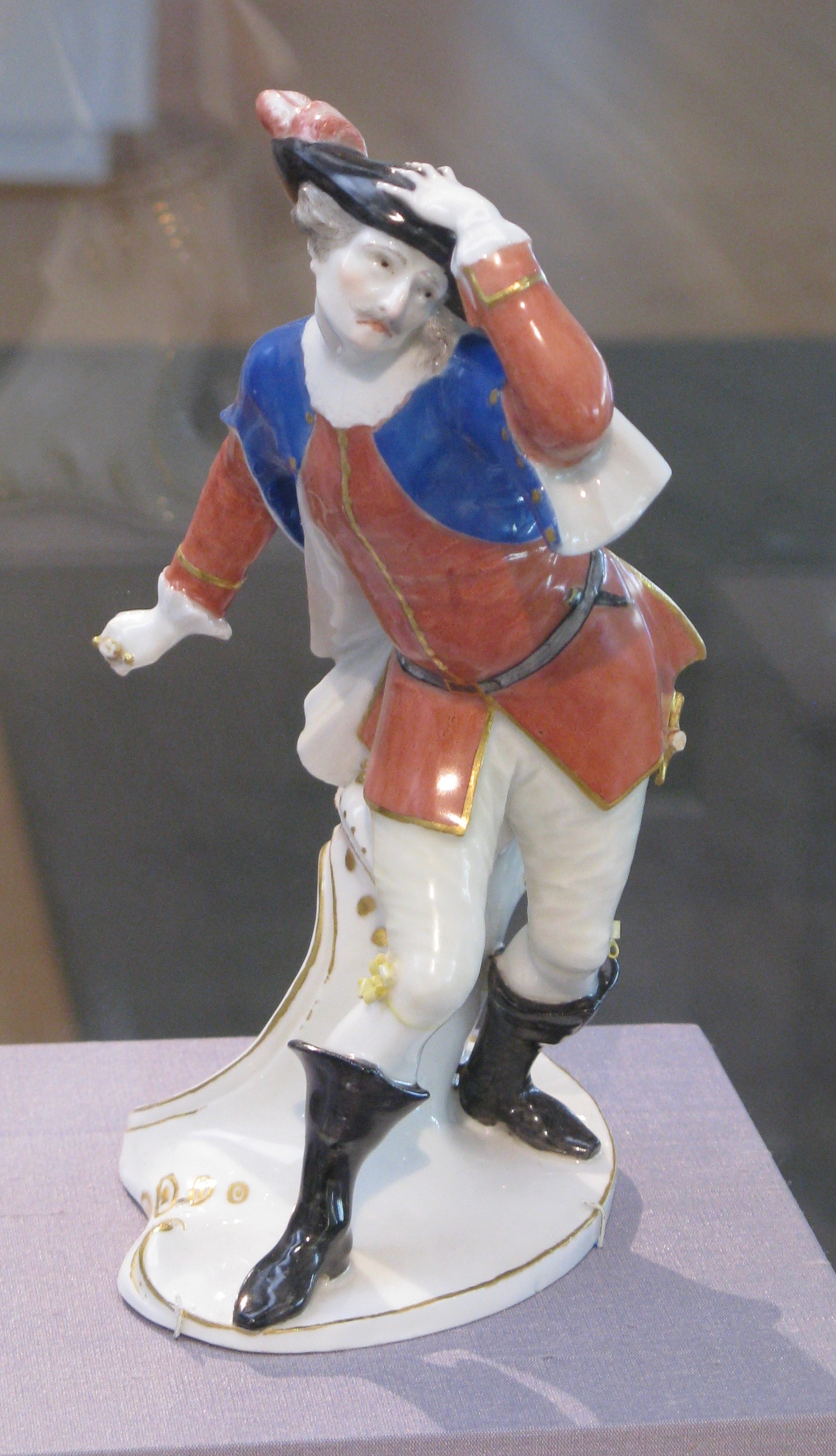
Капитан Спавенто. Из серии «Комедия дель арте». 1760–1763
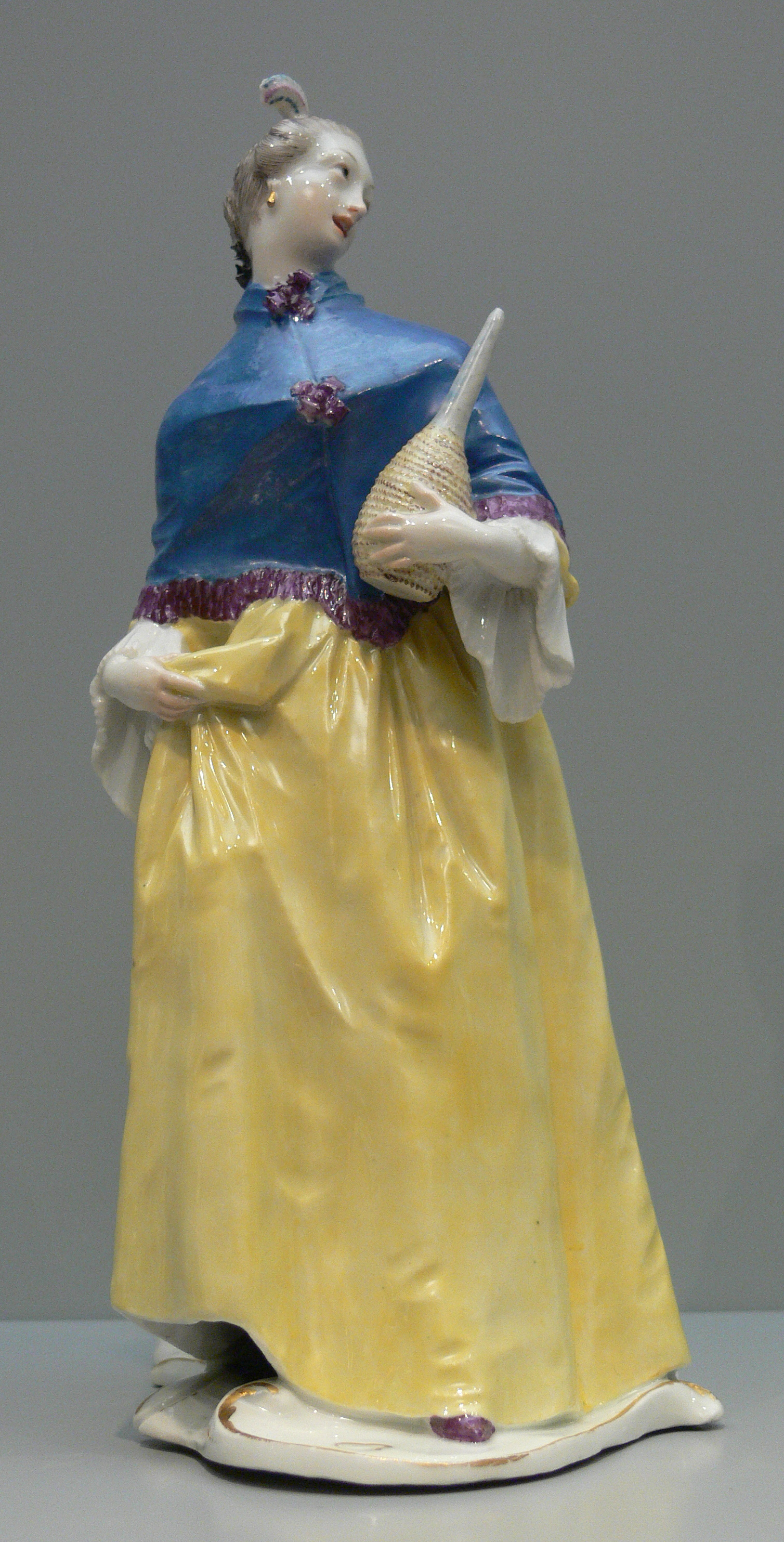
Донна Мартина. Из серии «Комедия дель арте». 1760–1763
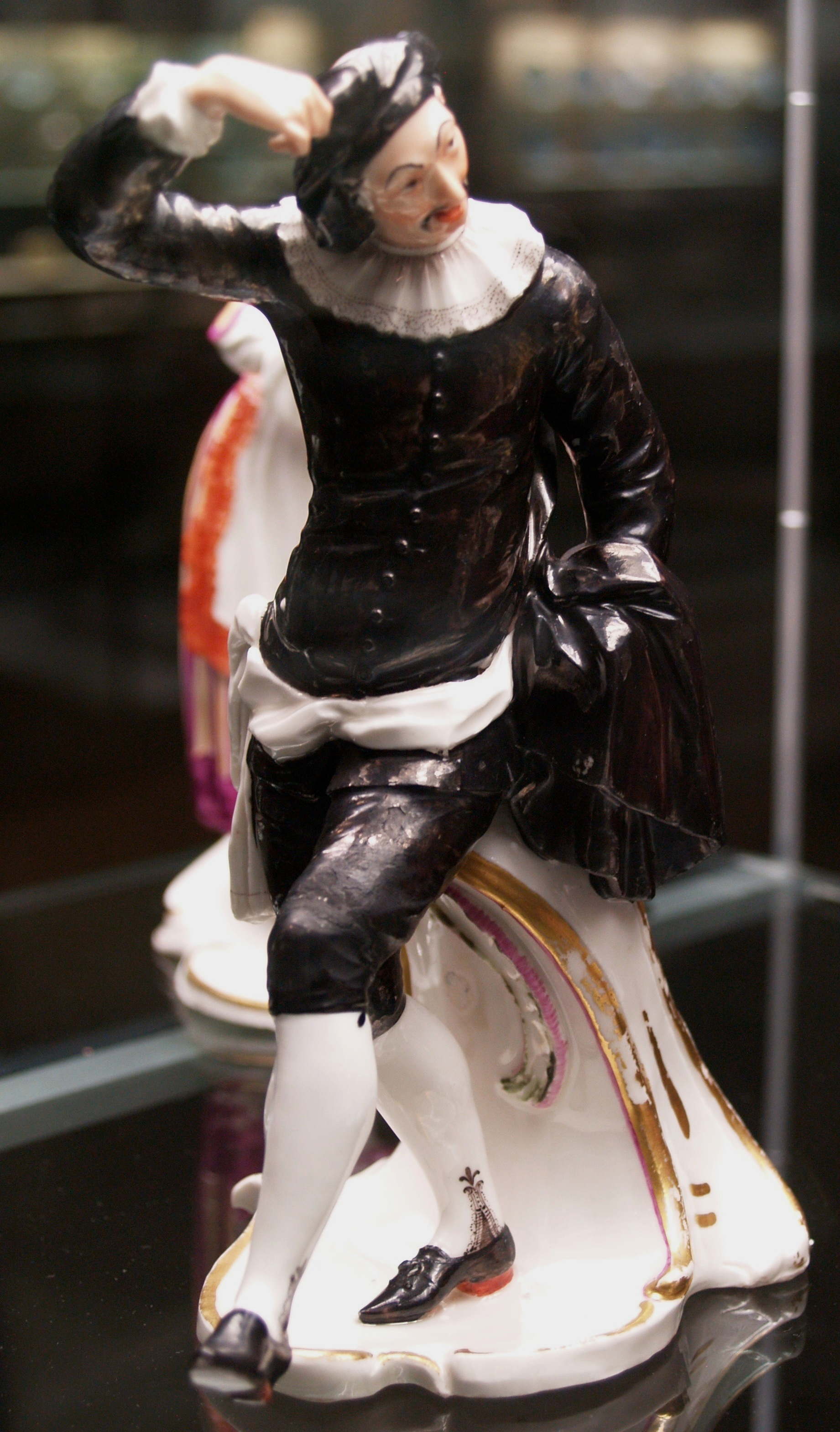
Капитан. Из серии «Комедия дель арте». 1760–1763
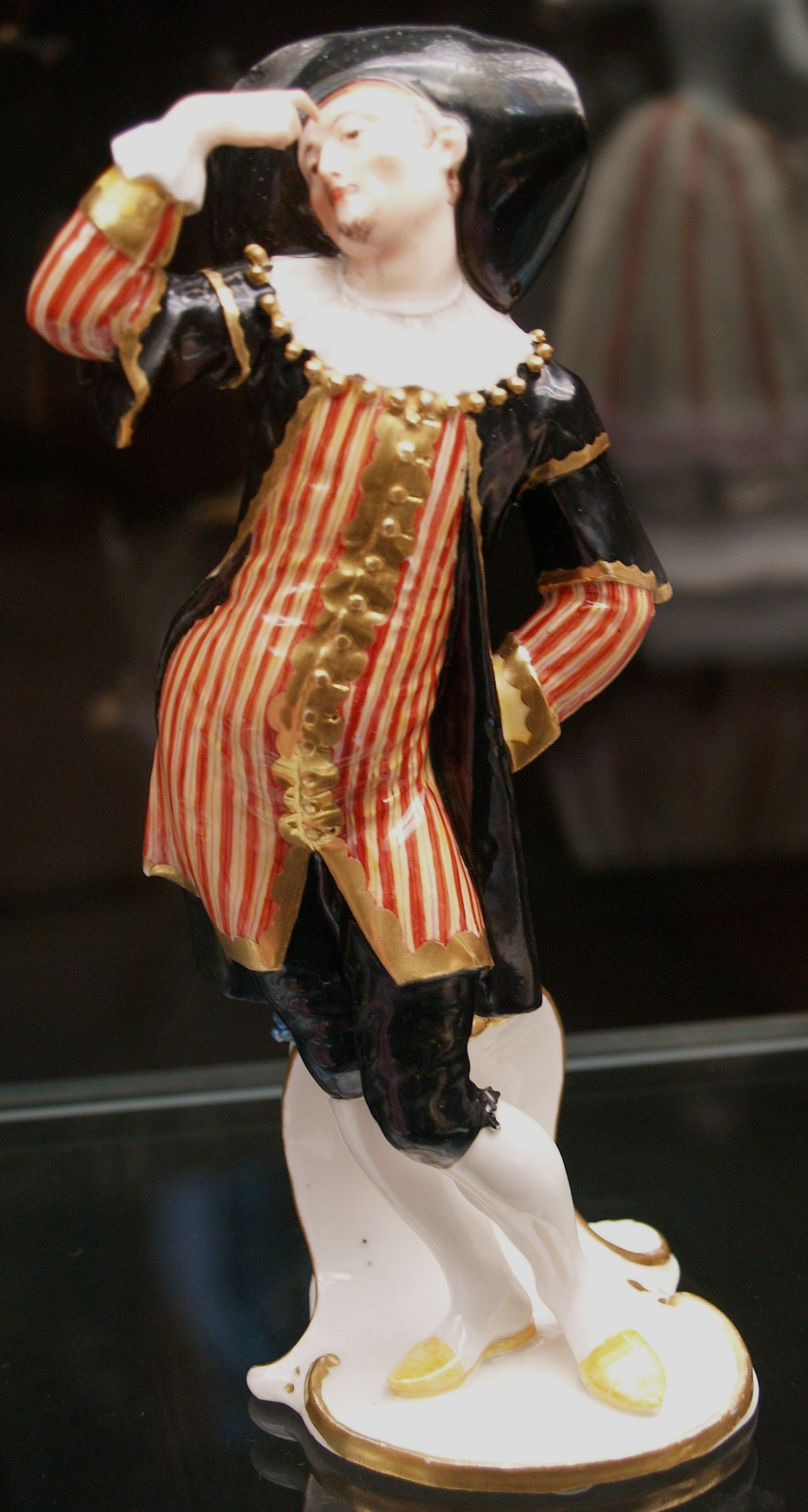
Доктор. Из серии «Комедия дель арте». 1760–1763
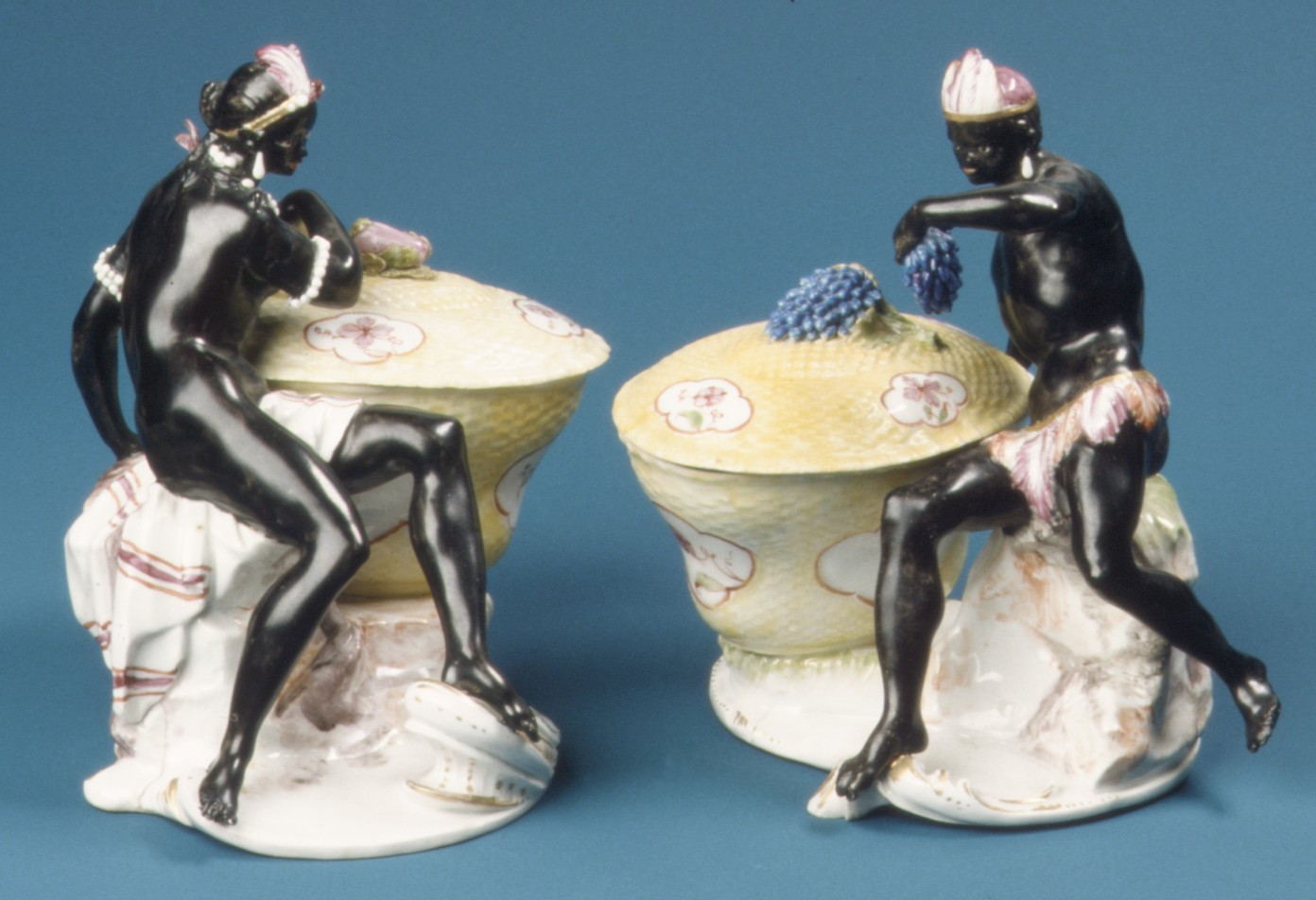
Две сахарницы. Ок. 1760

Фарфоровая мануфактура Нимфенбург продолжает производить фигуры по моделям Бустелли, но не по оригинальным формам, а с использованием современных штампов. Оригинальные модели могут стоить более 150 000 долларов. Лучшие коллекции оригинальных изделий находятся в Мюнхене, в Баварском национальном музее, где работам мастера посвящена целая комната, и коллекция Бёмль во дворце Нимфенбург — семья Бёмль (Bäuml) владела мануфактурой с 1888 по 1975 год.
Именем Бустелли назван астероид главного пояса (3102 Т-2), открытый в 1973 году; два предшествующих номера имеют имена выдающихся мастеров из Майсена: Бёттгер и Кендлер.